# George Bonnor
George John Bonnor (* 25. Februar 1855 in Bathurst, Australien; † 27. Juni 1912 in Orange, Australien) war ein australischer Cricketspieler, der zwischen 1880 und 1888 für die australische Nationalmannschaft spielte.

## Kindheit
Bonnor’s Vater arbeitete als Kaufmann.

## Aktive Karriere
Bonnor stach heraus durch seine Körpergröße (198 cm) und seine generelle Physis (108 kg) heraus. Während seiner Reise im Jahr 1880 nach England wettete er, dass er einen Ball mehr als 100 yards (91 m) werfen könne. Er gewann später die Wette, als er den Ball 115 yards (105 m) weit warf. Er gab sein Debüt in der Nationalmannschaft im September 1880 bei der Tour in England. Nachdem er im Sommer 1882 wieder nach England reiste und nicht herausragen konnte, gelangen ihm bei der Ashes Tour 1882/83 zwei Fifties (85 und 87 Runs). Wieder hatte er dann eine schwächere Tour im Sommer 1884 in England. Zurück in Australien in der Saison 1884/85 gelang ihm dann ein Century über 128 Runs, womit er den Sieg im vierten Test einleitete. Er besuchte mit dem australischen Team noch zwei Mal England in den Sommern 1886 und 1888. Sein letztes First-Class-Spiel absolvierte er in der Saison 1890/91.

## Nach der aktiven Karriere
Bonnor arbeitete später als Kaufmann, litt jedoch während seiner letzten Jahre an Herzproblemen. Er verstarb im Alter von 57 im Jahr 1912.